# Responsa (römische Jurisprudenz)
Responsa prudentium (zumeist verkürzt: responsa: „Antwortschreiben“; prudentia: „Klugheit“) waren im  römischen Recht der Kaiserzeit die Rechtsgutachten der klassischen Rechtsgelehrten, der sogenannten Respondierjuristen. Die Responsen der prudentes sind eine erstmals im 1. Jahrhundert n. Chr. belegte eigene Literaturgattung und genossen den verbindlichen Status geschriebenen Rechts. Sie waren ebenso wie die kaiserlichen Konstitutionen, Gesetze und Senatskonsulte zu beachten.   
Vielbeachtet waren die Digesta libri XC, das Hauptwerk des Juristen Julian. In einer systematischen Abhandlung schrieb er über das bürgerliche Recht und das darauf einwirkende Amtsrecht der Prätoren. Die Fälle waren der Praxis entlehnt, teils auch erdacht, also fiktiv. Julians Werk wurde vielfach zitiert. Weitere Produktionen, deren Titel bereits auf eine Responsensammlung hinweisen, stammen von Ulpius Marcellus (Responsorum liber singularis), Modestin (Responsorum libri XIX), Neratius Priscus (Responsorum libri II), Scaevola (Responsorum libri VI), Papinian (Responsorum libri XIX), Ulpian (Responsorum libri II) und Paulus (Responsorum libri XXIII).